# Каробио (Мантова)
Каробио је насеље у Италији у округу Мантова, региону Ломбардија.
Према процени из 2011. у насељу је живело 59 становника. Насеље се налази на надморској висини од 11 м.